# Долщаки
Долщаки (словен. Dolščaki) — поселення в общині Велике Лаще, Осреднєсловенський регіон, Словенія. 
Висота над рівнем моря: 502,1 м.